# Adler-Schiffe
Die Paulsen Holding GmbH, vormals Adler-Schiffe Betriebsgesellschaft mbH, ist eine deutsche Reederei mit Sitz in Westerland auf Sylt, welche unter dem Markennamen Adler-Schiffe primär Ausflugsverkehr an der deutschen Nord- und Ostseeküste betreibt. Mit mehr als 25 Fahrgastschiffen ist die Reederei der größte Anbieter von Ausflugsfahrten und Schiffschartern an der deutschen Küste.

## Geschichte

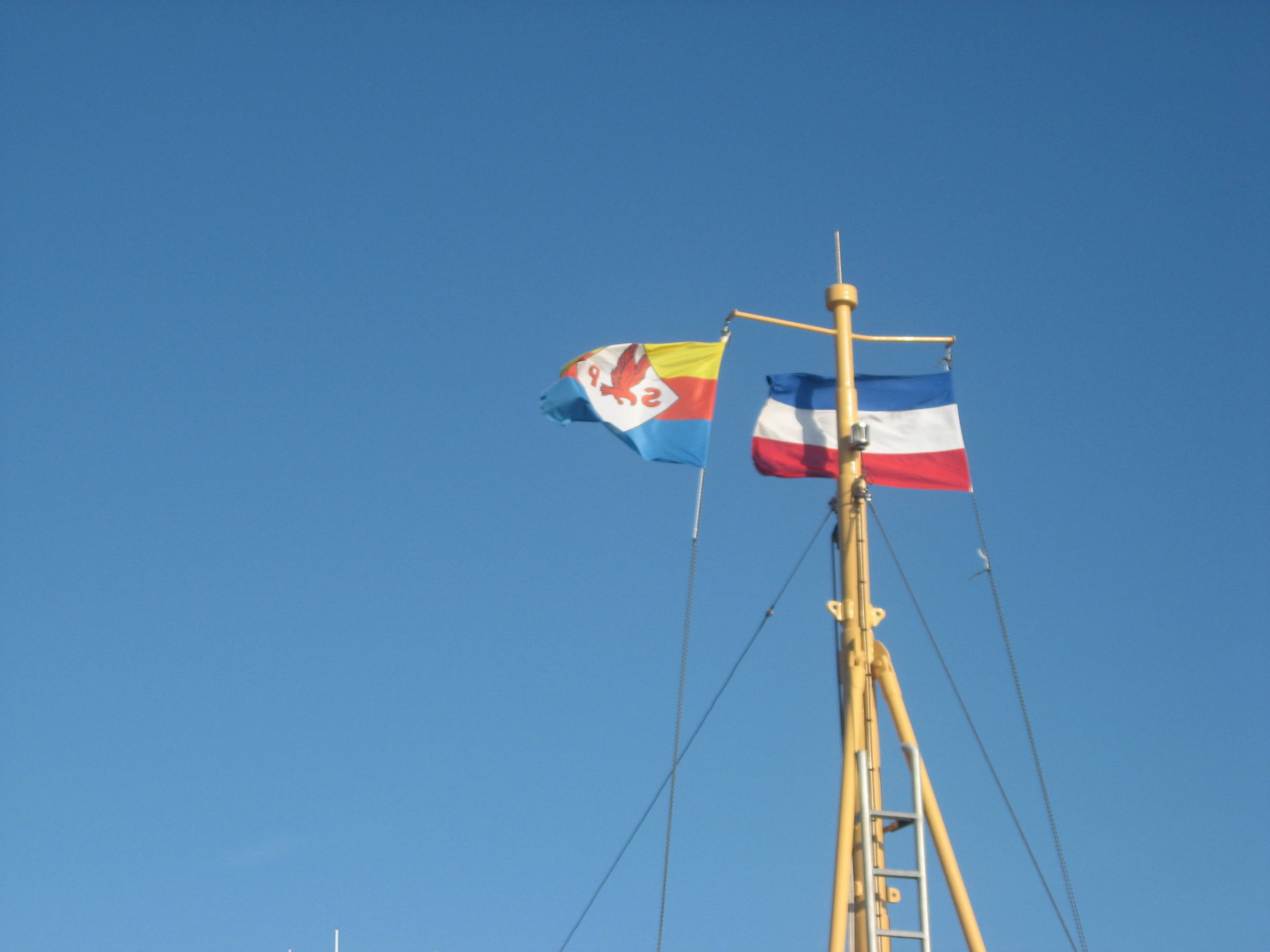
Flagge der Adler-Reederei (links)

Gegründet wurde die nordfriesische, in Familienbesitz befindliche Insel- und Halligreederei am 1. Mai 1950 durch den Hooger Fischer Kurt Paulsen. Am Pfingstsonntag 1950 nahm er erstmals Gäste an Bord seines Fischkutters mit. Die Jungfernfahrt führte von Nordstrand nach Nordstrandischmoor. Danach wurden regelmäßig Ausflugsfahrten für Urlauber angeboten und hierzu weitere Schiffe in Dienst gestellt. Der erste Neubau des Unternehmens war das 1961 abgelieferte Fahrgastschiff Adler, das Platz für 50 Passagiere bot. Im Jahr 1966 folgte die auf der Bieritz-Werft in Friedrichskoog gebaute (erste) Adler II, die ebenfalls für 50 Passagiere ausgelegt war. Insbesondere zur Durchführung von Butterfahrten bestellte die Reederei in den 1970er Jahren mehrere Passagierschiffe bei der Husumer Schiffswerft.
Seit 1986 wird die Reederei von Sven Paulsen, dem Sohn von Kurt Paulsen, geführt. Unter ihm expandierte das Unternehmen in viele neue Fahrtgebiete. Nach der Wende 1990 wurde die Flotte bedeutend größer, da zusätzlich in ostdeutschen Gebieten gefahren wurde. Die Inseln Usedom und Rügen sowie der vorpommersche Grenzort Altwarp wurden neue Einsatzgebiete.
Anfang Juni 1993 stellte die Reederei mit der Adler-Express das schnellste Einrumpffahrgastschiff Deutschlands in Dienst. Es ist mit einem von zwei je 1260 kW leistenden MTU-Schiffsdieselmotoren gespeisten Waterjet-Antriebssystem ausgerüstet und erreicht eine Höchstgeschwindigkeit von 33 Knoten.
Im Jahr 1995 übernahm Sven Paulsen die Sylter Verkehrsgesellschaft, das den Öffentlichen Personennahverkehr mit mehreren Omnibuslinien auf der Insel Sylt betreibt.
Über zwei Partenreedereien erwarb Adler-Schiffe im Juli 1998 zwei Tragflügelboote des Typs Boeing 929, die zuvor von einer belgischen Reederei im Liniendienst von Ostende nach Dover und Ramsgate betrieben worden waren. Sie erhielten zwar die Namen Adler Blizzard und Adler Wizard, wurden aber nicht von Adler-Schiffe eingesetzt. Im Sommer 1998 hatte sich Sven Paulsen an der Gründung der in West Palm Beach (USA) ansässigen Reederei Seajets beteiligt, deren Leitung der US-amerikanische Geschäftsmann George Bradley übernahm. Die beiden Tragflügelboot wurden im Sommer 1999 nach Florida überführt und an Seajets verchartert. Sie kamen ab Herbst 1999 mit den Namen Seajet Kara beziehungsweise Seajet Kirsten zwischen West Palm Beach und Freeport (Bahamas) zum Einsatz. Beide Schiffe wurden im Oktober 2001 nach Japan verkauft.
Zum 2. Januar 2010 übernahm die Adler-Schiffe GmbH das am 1. Juni 1990 gegründete Wismarer Unternehmen Reederei Clermont GbR mit den vier Fahrgastschiffen Mecklenburg, Insel Poel, Hansestadt Wismar und Hanseat. Die Schiffe werden für Hafenrundfahrten in Wismar, Ausflugsfahrten in die Wismarer Bucht und zur Insel Poel eingesetzt. Im selben Jahr wurde der Schiffsverkehr ab Altwarp eingestellt.
Im Juni 2011 kaufte die Reederei von der HSH Nordbank eine Motoryacht, die Merkur II.
Im Frühjahr 2013 übernahm das Unternehmen die Reederei Ostsee-Tour auf der Insel Rügen mit den beiden Fahrgastschiffen Cap Arkona und Binz.
Im Jahr 2017 erwarb Adler-Schiffe die Sylter Seebestattungsreederei mitsamt deren Schiff Ekke Nekkepen. Die Seebestattungsreederei wird als Tochterunternehmen weitergeführt. Im selben Jahr gründete Sven Paulsen gemeinsam mit der North Frisian Offshore GmbH die German Fast Ferry GmbH & Co. KG, über das im Dezember 2017 den Katamaran Adler Cat erwarb.
Anfang 2019 wurde die in Büsum ansässige Reederei Rahder mitsamt ihren vier Schiffen Lady von Büsum, Ol Büsum, Hauke und Hein Mück von der German Fast Ferry übernommen. Am 18. Februar 2019 gaben die Reedereien Adler-Schiffe und Cassen Eils die Gründung der gemeinsamen Gesellschaft Adler & Eils GmbH & Co. KG bekannt, über die sie seitdem in Büsum zusammenarbeiten. Die vier ehemaligen Rahder-Schiffe wurden der neuen Gesellschaft überstellt und danach für Ausflugsfahrten genutzt. Die Reederei Cassen Eils brachte die Funny Girl in das gemeinsame Unternehmen ein, die im Liniendienst von Büsum nach Helgoland eingesetzt wird.

### Fahrgast- und Fährverkehr ab Altwarp
Von 1992 bis 2010 war die Adler-Reederei im Grenzort Altwarp am Stettiner Haff tätig, von wo aus Einkaufsfahrten in die nahen polnischen Gewässer unternommen wurden. Bis zum EU-Beitritt Polens im Jahr 2004 fand an Bord ein Duty-free-Verkauf statt, so dass die Fahrten gut besucht waren. Ab 1992 setzte Adler-Schiffe zunächst das Ausflugsschiff Adler VI ab Altwarp ein, ein Jahr später zusätzlich auch die Adler X. Die Adler VI ersetzte man 1995 durch die Adler Princess. Im Jahr 1996 eröffnete Adler-Schiffe eine Fährlinie zwischen Altwarp und dem polnischen Nowe Warpno (Neuwarp). Auf dieser Linie wurden die beiden Autofähren Adler Polonia und Adler Pomerania eingesetzt. Daneben fanden weiterhin Butterfahrten ab Altwarp mit Fahrgastschiffen statt. Von 1998 bis 2004 betrieb die Reederei mit der Adler Polar einen kleinen Eisbrecher und Schlepper, der ebenfalls in Altwarp stationiert war. Als weitere Autofähre kam 1999 die wesentlich größere Adler Germania hinzu, mit der man eine Verbindung von Altwarp zu dem auf Usedom gelegenen Hafen Swinemünde einrichtete. Die Autofähre Adler Polonia wurde 2002 verkauft. Mit dem EU-Beitritt Polens am 1. Mai 2004 und dem damit verbundenen Wegfall des Duty-Free-Verkaufs brachen die Passagierzahlen massiv ein. Gleichzeitig wurden die Adler Princess sowie die zwei Autofähren aufgelegt und der Fährbetrieb eingestellt. Lediglich die kleinere Adler X setzte man weiterhin auf Ausflugsfahrten ab Altwarp ein. Im Jahr 2010 wurden die Fahrten mangels Auslastung endgültig eingestellt und die Adler X nach Hamburg überführt. Die in Altwarp aufgelegte Adler Germania schleppte man Anfang September 2011 zur Verschrottung nach Esbjerg.

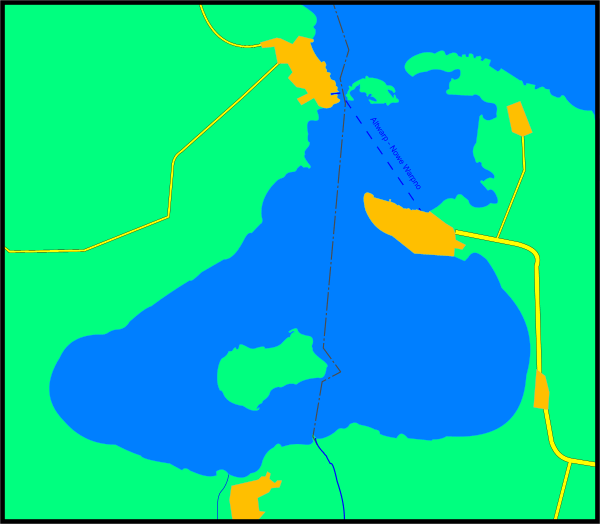
Fährlinie Altwarp–Nowe Warpno
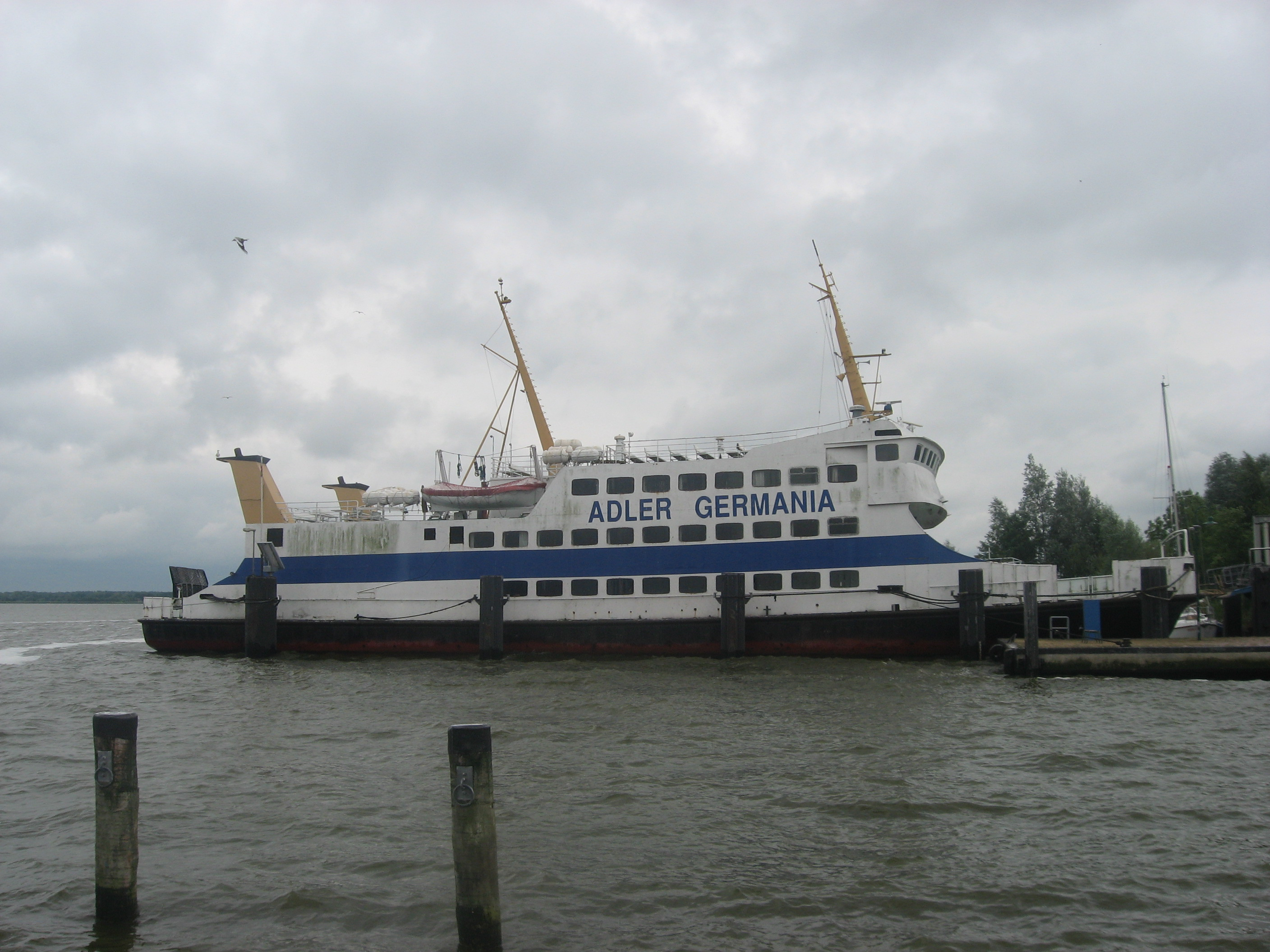
Die aufgelegte Adler Germania in Altwarp

## Aktuelle Einsatzgebiete
| Sylt |

| Halligen |

| Nordstrand |

| Helgoland |

| Cuxhaven |

| Kiel |

| N-O-K |

| Tönning |

| Hamburg |

| Insel Usedom |

| Insel Rügen |

| Wismar |

| Warnemünde |

| Misdroy (Pl.) |

| Swinemünde (Pl.) |

### Auf der Nordsee

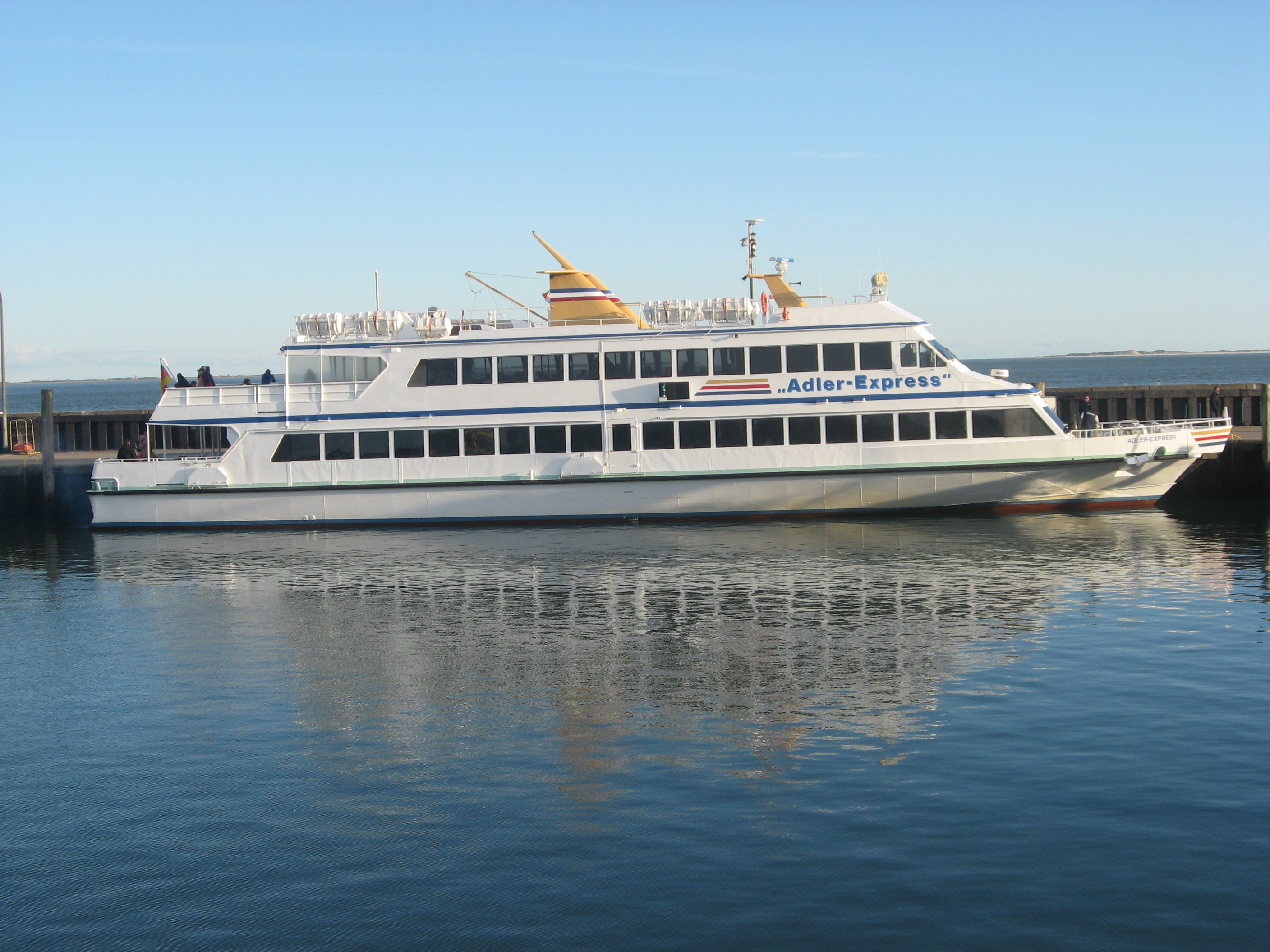
Adler Express im Hafen von Hörnum

Seit der Gründung der Reederei 1950 verkehren Schiffe der Flotte auf der Nordsee, hauptsächlich im Nordfriesischen Wattenmeer. Alles begann mit einem kleinen Kutter, mit dem Fahrten von Nordstrand aus angeboten wurden. Mit dem Bau eines kleinen Passagierschiffes im Jahr 1961, der Adler, vergrößerte sich die Flotte ständig. Nacheinander kamen die Schiffe Adler III, Adler IV, Adler V, Adler VI und Adler VII hinzu. Ab 1975 wurden dann Fahrten ab der Urlaubsinsel Sylt durchgeführt. Hier nutzt das Unternehmen bis heute die Häfen List auf Sylt und Hörnum. Für viele Touristen waren die Fahrten auf Grund des Duty-free-Geschäftes attraktiv. Zwischenzeitlich wechselten die Schiffe immer wieder. 1987 fuhr die Wappen von Norderney unter dem Charternamen Adler von Hörnum eine Saison lang für Sven Paulsen, danach vier Jahre lang die Palucca. Die Adler VIII wurde 1990 ab List eingesetzt. Mit der Fertigstellung der Adler Express im Jahr 1993, einer Schnellfähre mit einer Geschwindigkeit von maximal 33 Knoten, konnten nun Fahrten von Hörnum (Sylt) bis nach Strucklahnungshörn (Nordstrand) zweimal täglich durchgeführt werden. Im Frühjahr 2006 kam die Adler Nordica wieder zur Flotte hinzu und wurde bis Oktober 2006 von Sylt, Rømø und Amrum aus nach Helgoland eingesetzt.
Mit den Fischkuttern Gret Palucca und Rosa Paluka werden Erlebnisfahrten ab List angeboten, ebenso Fahrten mit der Adler VI ab Hörnum zu den Seehundsbänken sowie die Verbindung Föhr, Amrum, Sylt mit der Adler IV. Die Adler Express ist seit 1993 zwischen Sylt und Nordstrand unterwegs und die Adler V bietet Ausflugsfahrten ab Nordstrand an.
Der im Dezember 2017 über das Tochterunternehmen German Fast Ferry GmbH & Co. KG gekaufte Katamaran Adler Cat kommt seit 2018 hauptsächlich im Ausflugsverkehr nach Helgoland zum Einsatz. Den 2019 gebauten Katamaran Adler Rüm Hart setzt Adler-Schiffe zwischen Föhr, Amrum, Hooge, Langeneß und Dagebüll ein.

### Auf der Ostsee

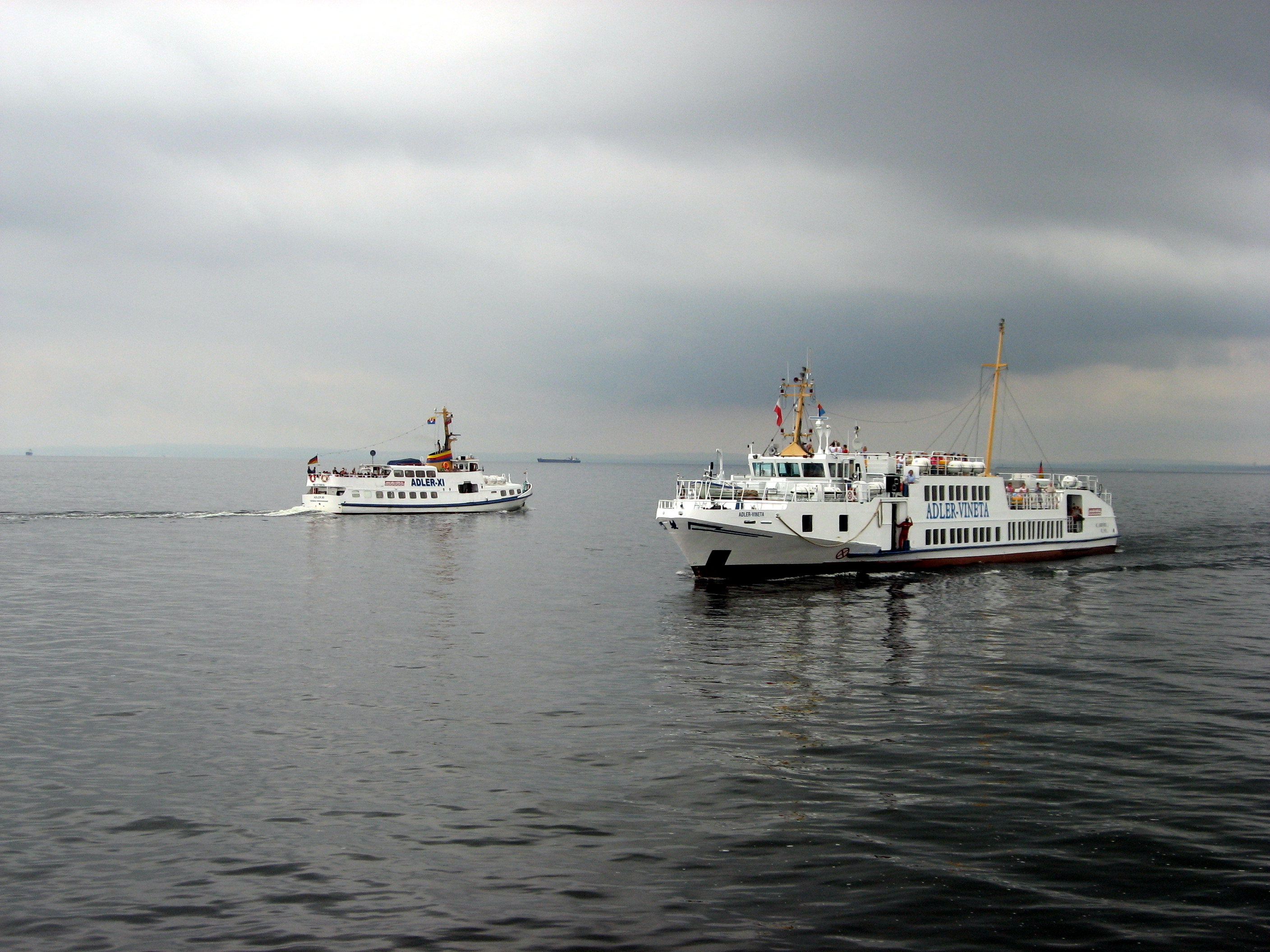
Adler Vineta und Adler XI in Heringsdorf

#### Adler-Schiffe ab Usedom
1992 wurde die Adler III als erstes Schiff der Flotte ab den Kaiserbädern auf Usedom nach Swinemünde (Polen) eingesetzt, später die Adler VIII. Ab den frühen 1990er Jahren wuchs die Ostsee-Flotte schnell an. Der Grund lag vor allem im Duty-Free-Geschäft, das „Butterfahrten“ nach Polen attraktiv machte. Mit den Jahren kamen die neuen, vergleichsweise großen Schiffe Adler Clipper, Adler Dania, Adler Nordica, Adler Baltica, Adler Vineta und Adler XI hinzu. Es wurden Fahrten von Swinemünde nach Zinnowitz durchgeführt sowie sogenannte Seebrückenhoppings zwischen Ahlbeck, Heringsdorf, Bansin, Koserow und Zinnowitz. Der EU-Beitritt Polens am 1. Mai 2004 und das damit verbundene Ende des profitablen Duty-Free-Geschäfts war ein schwerer Schlag für das Unternehmen. Für viele Urlauber wurden die Einkaufsfahrten unattraktiv, und deshalb halbierte sich das Fahrgastaufkommen und damit die Größe der Flotte ab Usedom.
Weiterhin werden heute Fahrten von den drei Kaiserbädern nach Misdroy (auf Wolin) und Swinemünde sowie Hafenrundfahrten in Swinemünde angeboten. Diese Linien werden von den zwei Passagierschiffen Adler Vineta und Adler XI bedient. Ab Peenemünde verkehrt die Adler-Mönchgut in der Sommersaison täglich nach Rügen. Zusätzlich macht seit der Saison 2023 ein neu erworbenes Schiff unter dem erneut vergebenen Namen Adler Baltica Hafenrundfahrten in Swinemünde. Hierbei handelt es sich um ein Schwesterschiff der Mönchgut.

##### „Ostsee-Zwischenfall“

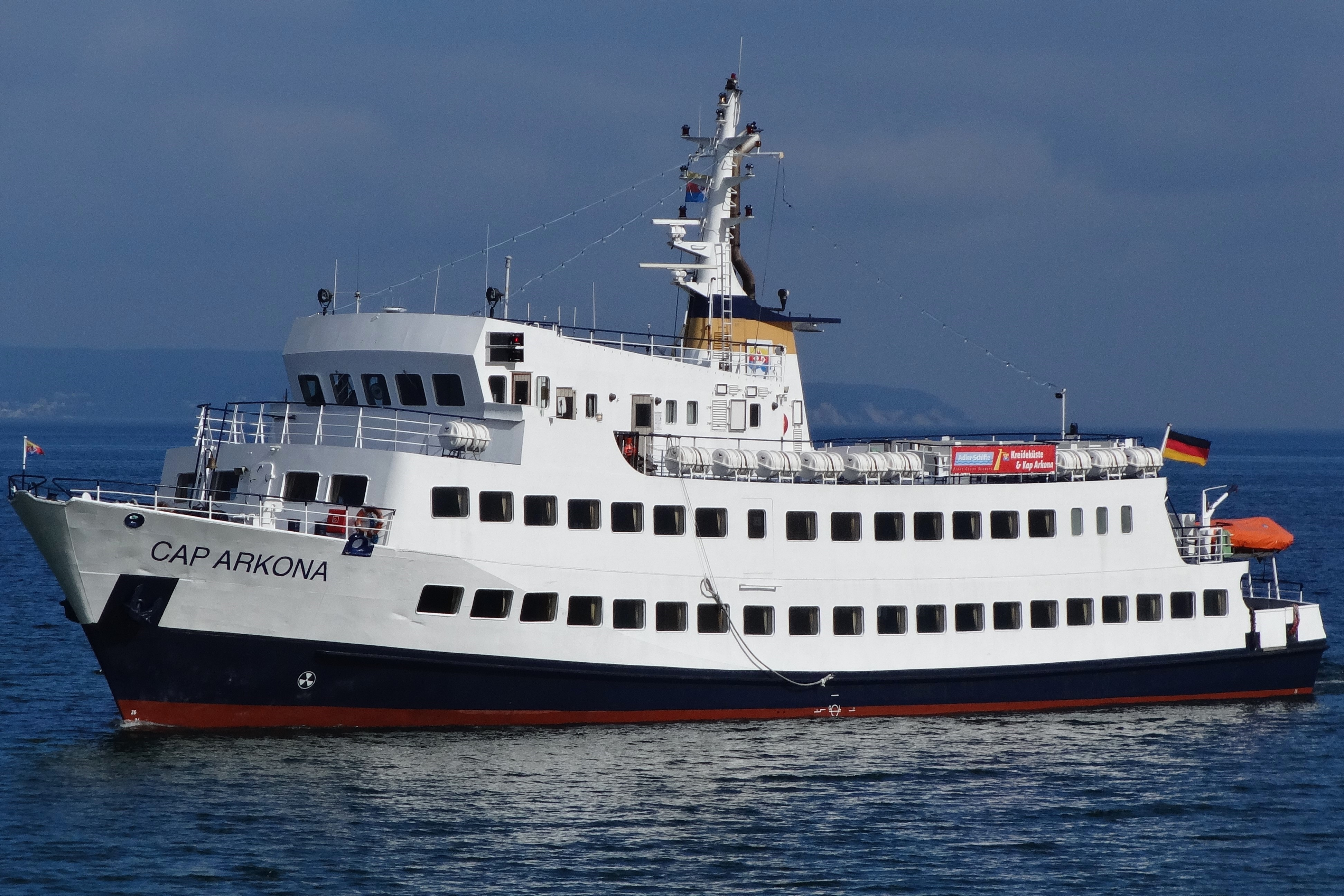
Cap Arkona

Am Nachmittag des 17. Oktober 2006 ereignete sich auf der Adler Dania ein Zwischenfall vor Usedom an der polnischen Grenze. Drei Passagiere gaben an, polnische Zöllner in Zivil zu sein, und verlangten vom Personal den Zugang zu den Bordshops, um Spirituosen, die nicht in Polen versteuert worden seien, zu konfiszieren. Da es schon mehrere solcher Fälle gegeben hatte, bei denen dann die Ware ohne Belege in privaten Autos abtransportiert worden war, verlangte der Kapitän die Ausweise. Da die drei Personen keine klaren Ausweise vorzeigen konnten, verständigte sich der Kapitän mit seiner Reederei über das weitere Vorgehen. Zudem bat er kurz vor dem Anlegen in Świnoujście um Auslaufgenehmigung mit besonderer Dringlichkeit wegen einer verletzten Person an Bord. Dies geschah mit der Absicht, in deutsche Hoheitsgewässer zu gelangen und alles vor deutschen Behörden zu klären. Daraufhin drehte die Adler Dania kurz vor der Kaikante ab und nahm Kurs auf Heringsdorf in Deutschland. Plötzlich tauchte ein polnisches Grenzschutzboot auf, und polnische Grenzschutzbeamte gaben von dort aus drei oder vier Schüsse ab; angeblich handelte es sich dabei um Warnschüsse aus einer Signalpistole. Die Adler Dania fuhr auf das Grenzschutzboot zu und lief dann nach Heringsdorf, wo die drei angeblichen und, wie sich dann herausstellte, echten Zöllner der deutschen Bundespolizei übergeben wurden. Vor Gericht warf man dem Kapitän Nötigung der Grenzschutzbeamten auf ihrem Boot und Freiheitsberaubung der drei Zöllner auf seinem Schiff vor. Er wurde wegen Nötigung zu 4050 Euro Geldstrafe verurteilt, aber vom Vorwurf der Freiheitsberaubung freigesprochen. Die Adler Dania ist seitdem in Polen „unerwünscht“.

#### Insel Rügen

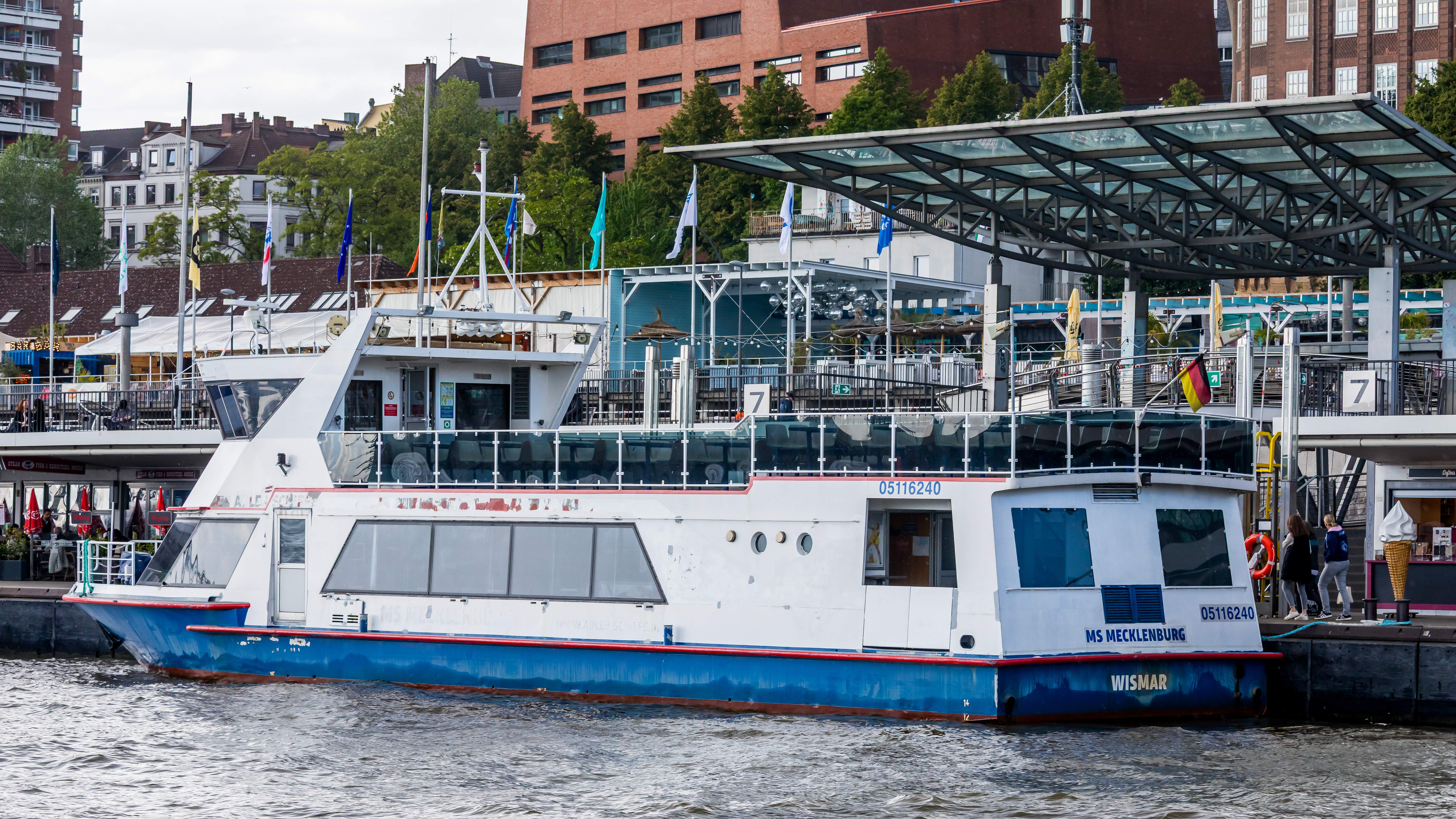
Die Mecklenburg, 2025

2003 übernahm der Reeder Paulsen die damalige Friedrichsort und nannte sie wieder in Mönchgut um. Seit 2003 verkehrt die Mönchgut von Peenemünde über Göhren, Sellin und Binz zu den Kreidefelsen auf Rügen. Im März 2013 verkaufte der Sassnitzer Reeder Carsten Nöhren-Petan seine beiden Schiffe Binz und Cap Arkona – die gesamte Flotte der Reederei Ostsee-Tour – an die Reederei Adler-Schiffe. Die Firma wurde zunächst als Tochterunternehmen fortgeführt. Etwa ein Jahr später verschwand dann der Name Ostsee-Tour von den Prospekten, den Schiffen und dem Sassnitzer Reedereibüro, das jetzt eine Niederlassung der Reederei Adler-Schiffe ist. Ferner verkehren jetzt im Winter nicht mehr die Mönchgut und die Binz, sondern nur noch eines der beiden Schiffe, wobei während dieser Zeit Göhren nicht mehr angesteuert wird, dafür aber der Stadthafen Sassnitz. Während der Saison verblieb es beim vorherigen Fahrplan aller drei Schiffe. Zur Saison 2023 wurde der bisher mit der Cap Arkona bediente Fahrplan von der Lady von Büsum übernommen.

#### Ab Wismar
Im Januar 2010 übernahm Sven Paulsen die Flotte des Reeders Wolfgang Clermont, und damit die Schiffe Mecklenburg, Insel Poel, Hansestadt Wismar und Hanseat. Diese Schiffe werden wie bisher zu Hafenrundfahrten in Wismar und zu Ausflugsfahrten zur Insel Poel eingesetzt. „Die Flotte der Reederei Clermont wird im gleichen Umfang und unter gleichem Namen weiterbetrieben, der Betriebssitz wird als Niederlassung der Adler-Schiffe GmbH & Co. KG weiterhin am Alten Holzhafen 7 verbleiben“, so Adler-Sprecherin Juliane Peter in den Lübecker Nachrichten. Jedoch wurde bereits Ende 2011 MS Insel Poel nach Husum überführt und in Lütte Adler umbenannt. Anfang Juni 2016 kehrte die Lütte Adler nach Wismar zurück und verstärkt nach einer Renovierung die dortige Flotte.

#### Ab Warnemünde
Seit Sommer 2016 wird die Motoryacht Merkur II für Seebestattungen und Charterfahrten ab Warnemünde eingesetzt.

### Auf Binnengewässern und dem Nord-Ostsee-Kanal

#### Auf dem Nord-Ostsee-Kanal
Die Reederei hatte 1982 die Zuständigkeit für die Personenfährverbindung über den Nord-Ostsee-Kanal zwischen Kiel-Holtenau und Kiel-Wik erhalten. Zunächst wurde die dort vorhandene Fähre Wik mit Adler-Personal bis April 1983 weiter betrieben. Ab Mai 1983 kam die Adler III auf dieser Linie als Personenfähre zum Einsatz, bis man sie im Juni 1984 durch die neu gebaute Adler I ersetzte. Mit der Adler III führte die Reederei danach unter anderem Tagesfahrten auf dem Nord-Ostsee-Kanal durch. Im Jahr 2000 kam der Raddampfer Freya hinzu, der ebenfalls für Ausflugsfahrten genutzt wird und die Adler III im Kanal ablöste. Sie wurde danach u. a. ausgehend von der Insel Hiddensee eingesetzt. Neben der Freya unternimmt seit 2006 auch die Princess, die vorher in Altwarp auflag, Tagesfahrten auf dem Nord-Ostsee-Kanal.
Im Jahr 2007 begannen die Wasser- und Schifffahrtsämter in Brunsbüttel und Kiel schrittweise damit, den Betrieb der Autofähren auf den Nord-Ostsee-Kanal an Privatunternehmen auszulagern. Die eingesetzten Fähren verbleiben dabei im Eigentum des Bundes, werden jedoch zur Kostensenkung mit Fremdpersonal betrieben. Im Rahmen einer Ausschreibung übernahm Adler-Schiffe im Dezember 2008 die Zuständigkeit für den Fährbetrieb bei Landwehr, der seitdem mit Adler-Personal durchgeführt wird. Im Mai bzw. Juni 2010 folgten durch weitere Ausschreibungen mit jeweils dreijähriger Befristung die Fährstellen in Burg und Brunsbüttel sowie zum 1. Juni 2013 die Fährstellen in Kudensee und Sehestedt. Zum 1. Februar 2017 übernahm die Reederei zusätzlich die Fährstellen in Hochdonn, Fischerhütte und Oldenbüttel, während der Fährbetrieb in Brunsbüttel sowie in Kudensee an das Wasserstraßen- und Schifffahrtsamt Brunsbüttel zurückfiel.

#### Hamburg
Im Jahr 2004/2005 unternahmen noch die beiden Schwesterschiffe Adler River und Adler Queen Hafenrundfahrten in Hamburg. Sie wurden 2005 verkauft und in Classic River und Classic Queen umbenannt. Ab 2010 verkehrte die Adler X in Hamburg. Sie wurde 2011 von der Party- und Hafenrundfahrten Wiese GmbH gechartert und in Störtebeker umbenannt. Gelegentlich unternehmen die Princess, die Koi und der Raddampfer Freya Fahrten von/nach Hamburg. Die Princess wurde zum Jahreswechsel 2022/23 an die Hamburger Reederei Kapitän Prüsse verkauft.

#### Eider und Tönning
Seit März 2004 verkehrt die Adler II ab Tönning und dem Eidersperrwerk. Gelegentlich unternimmt auch die Princess Fahrten auf der Eider.

## Besondere Einheiten

### Princess
Die Adler Princess verkehrt seit 1995 für die Reederei Adler-Schiffe. Das Schiff ist meist ab Kiel und Hamburg auf dem Nord-Ostsee-Kanal, der Eider und Elbe unterwegs. Gelegentlich werden Fahrten nach Bremen oder Rostock unternommen, dies jedoch meist zu bestimmten Veranstaltungen. Heimathafen des Schiffes ist Rendsburg. Früher wurde die Adler Princess, damals Stad Zierikzee, ab Zierikzee, Niederlande, und später von der Adler-Reederei ab Altwarp eingesetzt. Im Frühjahr 2017 erhielt das Restaurant- und Veranstaltungsschiff eine komplette Modernisierung und ein neues Design sowie eine Verkürzung des Namens zu Princess.

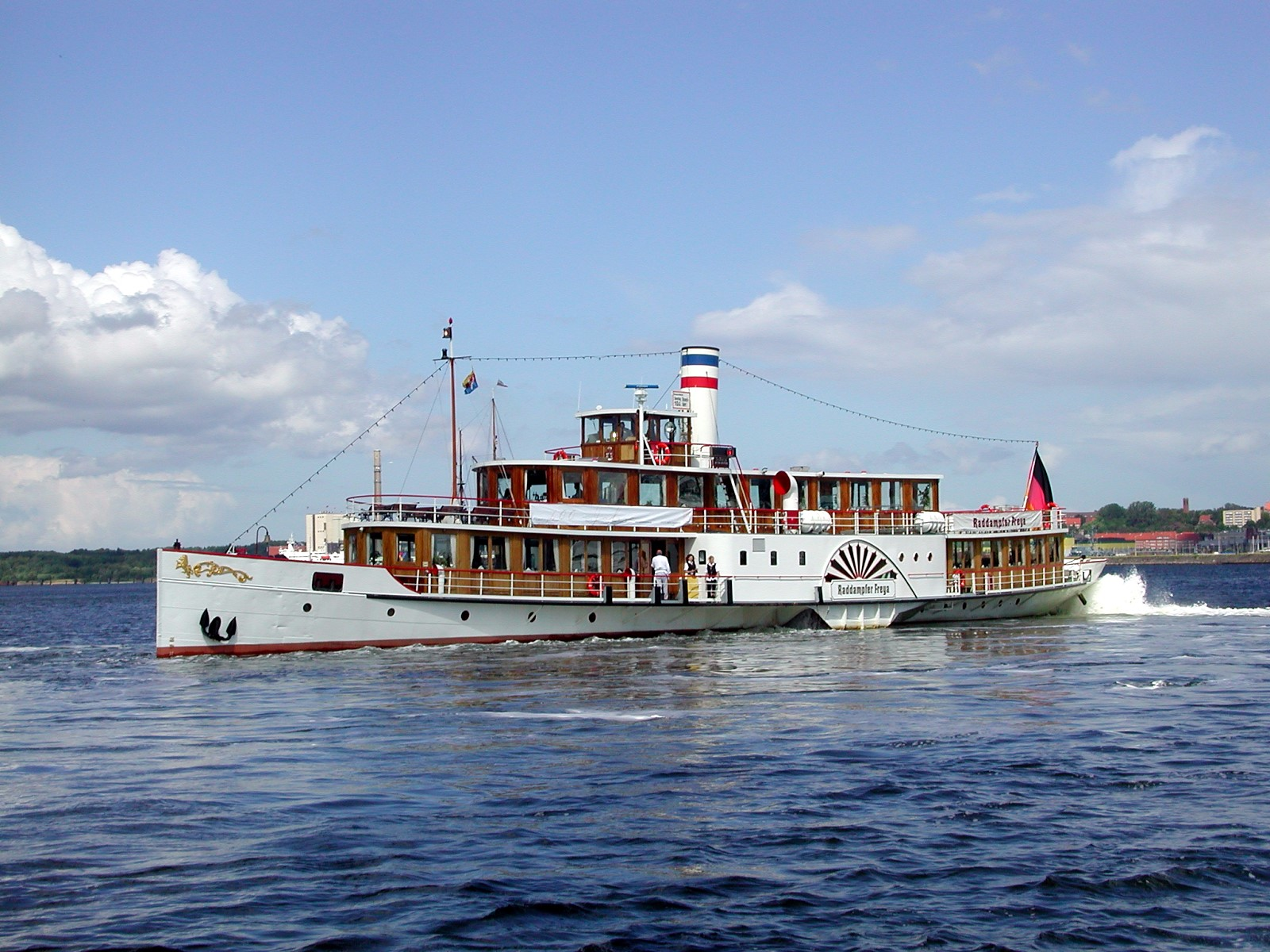
Raddampfer Freya auf der Kieler Förde

### Raddampfer Freya
Im Jahr 1999 erwarb die Reederei mit dem Raddampfer Freya aus den Niederlanden einen weitgehend original erhaltenen Seitenraddampfer aus dem Jahr 1905 mit einer funktionstüchtigen Dampfmaschine. In Erinnerung an die bis zum Bau des Hindenburgdammes im Jahr 1927 zwischen Højer und Munkmarsch/Sylt bestehende Linienverbindung zur Inselversorgung wurde das Schiff zunächst ab List/Sylt und im Jahr darauf ab Kiel eingesetzt, wo es sich zu einer der maritimen Attraktionen der Landeshauptstadt entwickelt hat. Die Freya ist eines der Schmuckstücke der Reederei, das Schiff unternimmt Fahrten auf dem Nord-Ostsee-Kanal, der Kieler Förde, der Eider, der Trave und der Elbe.

### Merkur II
Die Merkur II ist eine Motoryacht aus dem Jahr 1966. Seit Juni 2011 wird sie von der Adler-Reederei betrieben. Zunächst wurden mit ihr Charterfahrten ab Hamburg, Kiel und Sylt angeboten. Seit Sommer 2016 wird das Schiff für Seebestattungen und Charterfahrten ab Warnemünde eingesetzt. Das Schiff war vorher in Besitz der HSH Nordbank.

### Koi
Durch einen umfangreichen Umbau wurde das Passagierschiff Adler Dania im Sommer 2014 zum Eventschiff Koi und wird seitdem als Veranstaltungsschiff für Partys und Events auf Nord- und Ostsee eingesetzt.

### Adler Cat
Ende 2017 kam die Adler Cat zur Flotte der Reederei Adler-Schiffe. Seit April 2018 ist der Katamaran auf verschiedenen innerdeutschen Routen auf der Nordsee unterwegs, unter anderem im Helgoland-Verkehr sowie zwischen Sylt und Cuxhaven.

### Adler Rüm Hart
Seit Mai 2019 betreibt die Reederei den Katamaran Adler Rüm Hart im nordfriesischen Wattenmeer zwischen Föhr, Amrum, Hooge, Langeneß und Dagebüll. Das Schiff ist von der Wyker Dampfschiffs-Reederei Föhr-Amrum gechartert.

## Flotte
In der folgenden Tabelle sind die Schiffe gelistet, welche die Reederei Adler-Schiffe seit 1970 eingesetzt hat. Zeilen mit dunklerer Hintergrundfarbe kennzeichnen Schiffe, die aktuell nicht mehr im Bestand der Reederei verzeichnet sind.
| Größe                         | 17 BRT                   |
| Länge                         | 14 m                     |
| Breite                        | 5 m                      |
| Tiefgang                      | 2,2 m                    |
| Kapazität                     | 49 Passagiere            |
| max. Geschwindigkeit          | 8 kn                     |
| Einsatzorte für Adler-Schiffe | Kiel-Holtenau / Kiel-Wik |

| Größe                         | 76 BRT         |
| Länge                         | 21,90 m        |
| Breite                        | 6,54 m         |
| Tiefgang                      | 0,96 m         |
| Kapazität                     | 196 Passagiere |
| max. Geschwindigkeit          | 9 kn           |
| Einsatzorte für Adler-Schiffe | Tönning        |

| Größe                         | 132 BRT                   |
| Länge                         | 27,50 m                   |
| Breite                        | 6,20 m                    |
| Tiefgang                      | 1,55 m                    |
| Kapazität                     | 250 Passagiere            |
| max. Geschwindigkeit          | 10 kn                     |
| Einsatzorte für Adler-Schiffe | Nordfriesland, Swinemünde |

| Größe                         | 220 BRZ           |
| Länge                         | 31,77 m           |
| Breite                        | 6,50 m            |
| Tiefgang                      | 1,61 m            |
| Kapazität                     | 250 Passagiere    |
| max. Geschwindigkeit          | 10 kn             |
| Einsatzorte für Adler-Schiffe | Föhr, Amrum, Sylt |

| Größe                         | 295,29 BRT          |
| Länge                         | 36,20 m             |
| Breite                        | 8,10 m              |
| Tiefgang                      | 1,60 m              |
| Kapazität                     | 295 Passagiere      |
| max. Geschwindigkeit          | 10 kn               |
| Einsatzorte für Adler-Schiffe | Nordstrand, Tönning |

| Größe                         | 265 BRZ        |
| Länge                         | 36,48 m        |
| Breite                        | 6,90 m         |
| Tiefgang                      | 1,70 m         |
| Kapazität                     | 200 Passagiere |
| max. Geschwindigkeit          | 10,5 kn        |
| Einsatzorte für Adler-Schiffe | Hörnum/Sylt    |

| Größe                         | 220 BRZ        |
| Länge                         | 35,50 m        |
| Breite                        | 6,90 m         |
| Tiefgang                      | 1,70 m         |
| Kapazität                     | 200 Passagiere |
| max. Geschwindigkeit          | 10 kn          |
| Einsatzorte für Adler-Schiffe | List/Sylt      |

| Größe                         | 151 BRZ                                            |
| Länge                         | 33,52 m                                            |
| Breite                        | 6,72 m                                             |
| Tiefgang                      | 1,37 m                                             |
| Kapazität                     | 200 Passagiere                                     |
| max. Geschwindigkeit          | 10,5 kn                                            |
| Einsatzorte für Adler-Schiffe | Nordfriesland, Heringsdorf, Swinemünde, Ückermünde |

| Größe                         | 214 BRZ          |
| Länge                         | 31,78 m          |
| Breite                        | 6,56 m           |
| Tiefgang                      | 1,66 m           |
| Kapazität                     | 259 Passagiere   |
| max. Geschwindigkeit          | 11 kn            |
| Einsatzorte für Adler-Schiffe | Altwarp, Hamburg |

| Größe                         | 173 BRZ        |
| Länge                         | 33,75 m        |
| Breite                        | 6,61 m         |
| Tiefgang                      | 1,70 m         |
| Kapazität                     | 195 Passagiere |
| max. Geschwindigkeit          | 10 kn          |
| Einsatzorte für Adler-Schiffe | Usedom         |

| Größe                         | 935 BRT                        |
| Länge                         | 68,49 m                        |
| Breite                        | 10,00 m                        |
| Tiefgang                      | 2,26 m                         |
| Kapazität                     | 799 Passagiere                 |
| max. Geschwindigkeit          | 19 kn                          |
| Einsatzorte für Adler-Schiffe | Usedom, Rügen, Bornholm, Ystad |

| Größe                        | 281 BRT        |
| Länge                        | 30 m           |
| Breite                       | 8,00 m         |
| Tiefgang                     | - m            |
| Kapazität                    | 160 Passagiere |
| max. Geschwindigkeit         | 47 kn          |
| Einsatzort für Adler-Schiffe | keiner         |

| Größe                         | 308 BRZ                            |
| Länge                         | 30 m                               |
| Breite                        | 10,6 m                             |
| Tiefgang                      | 1,5 m                              |
| Kapazität                     | 224 Passagiere                     |
| max. Geschwindigkeit          | 36,5 kn                            |
| Einsatzorte für Adler-Schiffe | Nordfriesland, Helgoland, Cuxhaven |

| Größe                         | 821 BRT        |
| Länge                         | 54,72 m        |
| Breite                        | 10,04 m        |
| Tiefgang                      | 2,69 m         |
| Kapazität                     | 710 Passagiere |
| max. Geschwindigkeit          | 15,25 kn       |
| Einsatzorte für Adler-Schiffe | Insel Usedom   |

| Größe                         | 334 BRZ                                         |
| Länge                         | 41,96 m                                         |
| Breite                        | 8,20 m                                          |
| Tiefgang                      | 1,27 m                                          |
| Kapazität                     | 427                                             |
| max. Geschwindigkeit          | 33 kn                                           |
| Einsatzorte für Adler-Schiffe | Sylt, Amrum, Hooge, Langeneß, Gröde, Nordstrand |

| Größe                         | 777 BRT                      |
| Länge                         | 50,91 m                      |
| Breite                        | 13,20 m                      |
| Tiefgang                      | 1,75 m                       |
| Kapazität                     | 770 Pers. / 40 Pkw           |
| max. Geschwindigkeit          | 12,5 kn                      |
| Einsatzorte für Adler-Schiffe | Altwarp, Neuwarp, Swinemünde |

| Größe                         | 31 BRT                                          |
| Länge                         | 16,45 m                                         |
| Breite                        | 4,74 m                                          |
| Tiefgang                      | 2,10 m                                          |
| Kapazität                     | -                                               |
| max. Geschwindigkeit          | 10 kn                                           |
| Einsatzorte für Adler-Schiffe | genutzt als Schlepper und Eisbrecher in Altwarp |

| Größe                         | 467 BRT            |
| Länge                         | 38,31 m            |
| Breite                        | 10,11 m            |
| Tiefgang                      | 1,50 m             |
| Kapazität                     | 296 Pers. / 22 Pkw |
| max. Geschwindigkeit          | 10 kn              |
| Einsatzorte für Adler-Schiffe | Altwarp, Neuwarp   |

| Größe                         | 299 BRZ              |
| Länge                         | 45,50 m              |
| Breite                        | 10,40 m              |
| Tiefgang                      | 1,55 m               |
| Kapazität                     | 178 Pers. / 20 Pkw   |
| max. Geschwindigkeit          | 10 kn                |
| Einsatzorte für Adler-Schiffe | Altwarp, Nowe Warpno |

| Größe                         | -              |
| Länge                         | 53,00 m        |
| Breite                        | 8,08 m         |
| Tiefgang                      | 1,26 m         |
| Kapazität                     | 400 Passagiere |
| max. Geschwindigkeit          | -              |
| Einsatzorte für Adler-Schiffe | Hamburg, Gartz |

| Größe                         | -              |
| Länge                         | 53,64 m        |
| Breite                        | 8,08 m         |
| Tiefgang                      | 1,26 m         |
| Kapazität                     | 400 Passagiere |
| max. Geschwindigkeit          | -              |
| Einsatzorte für Adler-Schiffe | Hamburg, Gartz |

| Größe                         | 247 BRZ                                   |
| Länge                         | 34,4 m                                    |
| Breite                        | 10,50 m                                   |
| Tiefgang                      | 1,50 m                                    |
| Kapazität                     | 250 Passagiere                            |
| max. Geschwindigkeit          | 18 kn                                     |
| Einsatzorte für Adler-Schiffe | Föhr, Amrum, Hooge, Langeneß und Dagebüll |

| Größe                         | -              |
| Länge                         | 52,78 m        |
| Breite                        | 8,09 m         |
| Tiefgang                      | 1,26 m         |
| Kapazität                     | 200 Passagiere |
| max. Geschwindigkeit          | -              |
| Einsatzorte für Adler-Schiffe | Gartz, Hamburg |

| Größe                         | 527 BRZ         |
| Länge                         | 52,71 m         |
| Breite                        | 9,53 m          |
| Tiefgang                      | 1,36 m          |
| Kapazität                     | 375 Passagiere  |
| Einsatzorte für Adler-Schiffe | Usedom, Misdroy |

| Größe                         | 154 BRT        |
| Länge                         | 31,12 m        |
| Breite                        | 7,04 m         |
| Tiefgang                      | 0,99 m         |
| Kapazität                     | 220 Passagiere |
| max. Geschwindigkeit          | 12,5 kn        |
| Einsatzorte für Adler-Schiffe | Sylt           |

| Größe                        | 281 BRT        |
| Länge                        | 30 m           |
| Breite                       | 8,00 m         |
| Tiefgang                     | - m            |
| Kapazität                    | 160 Passagiere |
| max. Geschwindigkeit         | 47 kn          |
| Einsatzort für Adler-Schiffe | keiner         |

| Größe                         | 267 BRZ               |
| Länge                         | 39,31 m               |
| Breite                        | 7,50 m                |
| Tiefgang                      | 2,02 m                |
| Kapazität                     | 220 Passagiere        |
| max. Geschwindigkeit          | 14 kn                 |
| Einsatzorte für Adler-Schiffe | Saßnitz, Sellin, Binz |

| Größe                         | 132 BRT             |
| Länge                         | 34,6 m              |
| Breite                        | 9,50 m              |
| Tiefgang                      | 2,40 m              |
| Kapazität                     | 122 Passagiere      |
| max. Geschwindigkeit          | 35 kn               |
| Einsatzorte für Adler-Schiffe | Swinemünde, Stettin |

| Größe                         | 499 BRT        |
| Länge                         | 46,57 m        |
| Breite                        | 8,50 m         |
| Tiefgang                      | 2,47 m         |
| Kapazität                     | 400 Passagiere |
| max. Geschwindigkeit          | 14 kn          |
| Einsatzorte für Adler-Schiffe | Saßnitz, Binz  |

| Größe                        | - BRZ                                      |
| Länge                        | 24 m                                       |
| Breite                       | 5,80 m                                     |
| Tiefgang                     | 1,6 m                                      |
| Kapazität                    | 12 Passagiere                              |
| Geschwindigkeit              | 8 kn                                       |
| Einsatzort für Adler-Schiffe | Hörnum (Sylt), genutzt für Seebestattungen |

| Größe                         | -                 |
| Länge                         | 51,60 m           |
| Breite                        | 11,40 m           |
| Tiefgang                      | 2,30 m            |
| Kapazität                     | 250 Passagiere    |
| max. Geschwindigkeit          | 9 kn              |
| Einsatzorte für Adler-Schiffe | Nord-Ostsee-Kanal |

| Größe                         | -             |
| Länge                         | 24,56 m       |
| Breite                        | 6,39 m        |
| Tiefgang                      | 2,11 m        |
| Kapazität                     | 50 Passagiere |
| Geschwindigkeit               | 8,5 kn        |
| Einsatzorte für Adler-Schiffe | List auf Sylt |

| Größe                         | -                  |
| Länge                         | 24,75 m            |
| Breite                        | 5,80 m             |
| Tiefgang                      | 1,30 m             |
| Kapazität                     | 180 Passagiere     |
| max. Geschwindigkeit          | -                  |
| Einsatzorte für Adler-Schiffe | Wismar, Insel Poel |

| Größe                         | -                  |
| Länge                         | 24,80 m            |
| Breite                        | 5,40 m             |
| Tiefgang                      | 0,61 m             |
| Kapazität                     | 186 Passagiere     |
| Einsatzorte für Adler-Schiffe | Wismar, Insel Poel |

| Größe                         | 1029 BRZ                                                 |
| Länge                         | 68,40 m                                                  |
| Breite                        | 10,03 m                                                  |
| Tiefgang                      | 2,25 m                                                   |
| Kapazität                     | 800 Passagiere                                           |
| max. Geschwindigkeit          | 18,5 kn                                                  |
| Einsatzorte für Adler-Schiffe | Sylt, Helgoland, Rømø, seit 2010 Auflieger in Peenemünde |

| Größe                         | 829 BRZ                          |
| Länge                         | 53,60 m                          |
| Breite                        | 10,10 m                          |
| Tiefgang                      | 2,15 m                           |
| Kapazität                     | 550 Passagiere                   |
| max. Geschwindigkeit          | 15 kn                            |
| Einsatzorte für Adler-Schiffe | Sylt, Hamburg, Nord-Ostsee-Kanal |

| Größe                         | -                       |
| Länge                         | 18,50 m                 |
| Breite                        | 4,30 m                  |
| Tiefgang                      | 0,71 m                  |
| Kapazität                     | 100 Passagiere          |
| max. Geschwindigkeit          | kn                      |
| Einsatzorte für Adler-Schiffe | Husum, seit 2016 Wismar |

| Größe                         | -                  |
| Länge                         | 26,35 m            |
| Breite                        | 6,50 m             |
| Tiefgang                      | 1,30 m             |
| Kapazität                     | 230 Passagiere     |
| max. Geschwindigkeit          | -                  |
| Einsatzorte für Adler-Schiffe | Wismar, Insel Poel |

| Größe                         | 102 BRZ                                                   |
| Länge                         | 28,50 m                                                   |
| Breite                        | 5,63 m                                                    |
| Tiefgang                      | 1,60 m                                                    |
| Kapazität                     | 36 Passagiere                                             |
| Geschwindigkeit               | 12 kn                                                     |
| Einsatzorte für Adler-Schiffe | Kiel, seit 2016 für Seebestattungen ab Warnemünde genutzt |

| Größe                         | 292 BRT                          |
| Länge                         | 32,90 m                          |
| Breite                        | 7,60 m                           |
| Tiefgang                      | 2,25 m                           |
| Kapazität                     | 275 Passagiere                   |
| max. Geschwindigkeit          | 11,5 kn                          |
| Einsatzorte für Adler-Schiffe | Peenemünde, Göhren, Sellin, Binz |

| Größe                         | 213 BRT       |
| Länge                         | 30,07 m       |
| Breite                        | 6,96 m        |
| Tiefgang                      | 2,40 m        |
| Kapazität                     | -             |
| Geschwindigkeit               | 12 kn         |
| Einsatzorte für Adler-Schiffe | List auf Sylt |

| Größe                         | -                            |
| Länge                         | 16,30 m                      |
| Breite                        | 5,40 m                       |
| Tiefgang                      | 1,60 m                       |
| Kapazität                     | 45 Passagiere                |
| max. Geschwindigkeit          | 9,5 kn                       |
| Einsatzorte für Adler-Schiffe | Ahlbeck, Bansin, Heringsdorf |

| Größe                         | 508 BRT                                                               |
| Länge                         | 39,88 m                                                               |
| Breite                        | 8,55 m                                                                |
| Tiefgang                      | 1,60 m                                                                |
| Kapazität                     | 360 Passagiere                                                        |
| max. Geschwindigkeit          | 9,5 kn                                                                |
| Einsatzorte für Adler-Schiffe | Usedom, Altwarp, derzeit Nord-Ostsee-Kanal, Eider, Elbe, Weser, Hunte |

| Größe                         | -             |
| Länge                         | 15,18 m       |
| Breite                        | 4,55 m        |
| Tiefgang                      | 1,33 m        |
| Kapazität                     | 47 Passagiere |
| Geschwindigkeit               | 7,5 kn        |
| Einsatzorte für Adler-Schiffe | List auf Sylt |

| Größe                         | 58 BRT         |
| Länge                         | 26,51 m        |
| Breite                        | 4,80 m         |
| Tiefgang                      | 0,86 m         |
| Kapazität                     | 100 Passagiere |
| max. Geschwindigkeit          | 12 kn          |
| Einsatzorte für Adler-Schiffe | Nordfriesland  |

Bemerkung: Die unter Daten angegebenen Einsatzorte beziehen sich auf die Sommersaison. In den touristenschwachen Wintermonaten sind die meisten Schiffe in Häfen oder in der Werft in Arnis aufgelegt.